# Combretum lecardii
Combretum lecardii är en tvåhjärtbladig växtart som beskrevs av Adolf Engler och Diels. Combretum lecardii ingår i släktet Combretum och familjen Combretaceae. Inga underarter finns listade i Catalogue of Life.